# Coppa del mondo di marcia 1973
La Coppa del mondo di marcia 1973 (1973 IAAF World Race Walking Cup) si è svolta a Lugano, in Svizzera, nei giorni 12 e 13 ottobre.

## Medagliati

### Uomini
| Specialità     | Oro                | Prestazione | Argento                | Prestazione | Bronzo          | Prestazione |
| 20 km          | Hans-Georg Reimann | 1h29'31"    | Karl-Heinz Stadtmüller | 1h29'36"    | Rod Laird       | 1h30'45"    |
| 50 km          | Bernd Kannenberg   | 3h56'51"    | Otto Barč              | 3h57'11"    | Christoph Höhne | 3h57'26"    |
| Gara a squadre | Germania Est       | 139 pt.     | Unione Sovietica       | 134 pt.     | Italia          | 104 pt.     |